# Dolní Chvatliny
Dolní Chvatliny là một làng thuộc huyện Kolín, vùng Středočeský, Cộng hòa Séc.